# Aja Mijamaová
Aja Mijamaová (japonsky: 宮間 あや, Mijama Aja; * 28. ledna 1985 Oamiširasato, Čiba) je bývalá japonská fotbalistka, hrající na postu záložníka, reprezentantka. V současné době hraje za tým Okajama Junogo Belle japonskou L. League. Byla součástí japonského národního týmu, který vyhrál Mistrovství světa ve fotbale žen 2011.

## Klubová kariéra
V roce 1999 nastoupila k týmu Nippon TV Beleza. Poté, co začala studovat střední školu, hrála za školní tým mezi chlapci. V roce 2001 se připojila k týmu Okajama Junogo Belle, hrajícího L. League, na pozvání tehdejší trenérky Midori Hondaové. Zde odehrála 110 zápasů, při nichž vstřelila 62 branek. Dne 24. listopadu 2008 byla vybrána v mezinárodním draftu americké ligy Women's Professional Soccer týmem Los Angeles Sol. K týmu se připojila v roce 2009, odehrála zde jednu sezónu. Nevstřelila sice žádný gól, ale připsala si 6 asistencí. Po rozpadu Los Angeles Sol přešla do klubu Saint Louis Athletica. Avšak i tento klub zanikl a tak se 10. června 2010 jako volná hráčka připojila k týmu Atlanta Beat. V září 2010 se vrátila do Japonska, kde opět hraje za Okajama Junogo Belle.

## Reprezentační kariéra
Zúčastnila se Mistrovství světa ve fotbale žen 2007, v zápase s Anglií vstřelila dva góly, oba z volných kopů. Na Mistrovství světa ve fotbale žen 2011 se uvedla gólem z volného kopu hned v prvním zápase skupiny s Novým Zélandem a byla vyhlášena Hráčkou zápasu. Na stejném turnaji vstřelila i první gól ve finále se Spojenými státy a podílela se na výhře svého týmu také v penaltovém rozstřelu, který úspěšně proměnila. V témže roce získala ocenění Hráčky roku Asijské fotbalové konfederace.
Byla členkou japonské reprezentace i na Letních olympijských hrách 2012, kde opět v úvodním zápase vstřelila vítězný gól proti Kanadě.

## Statistiky
| Japonsko | Japonsko | Japonsko |
| Roky     | Záp.     | Góly     |
| -------- | -------- | -------- |
| 2003     | 6        | 2        |
| 2004     | 1        | 2        |
| 2005     | 9        | 2        |
| 2006     | 17       | 3        |
| 2007     | 17       | 6        |
| 2008     | 18       | 4        |
| 2009     | 1        | 1        |
| 2010     | 17       | 2        |
| 2011     | 18       | 4        |
| 2012     | 16       | 3        |
| 2013     | 7        | 1        |
| 2014     | 17       | 4        |
| 2015     | 13       | 4        |
| 2016     | 5        | 0        |
| Celkem   | 162      | 38       |

## Úspěchy

### Reprezentační
- Letní olympijské hry:  2012
- Mistrovství světa:  2011;  2015
- Mistrovství Asie:  2014;  2008, 2010